# 로어노크섬

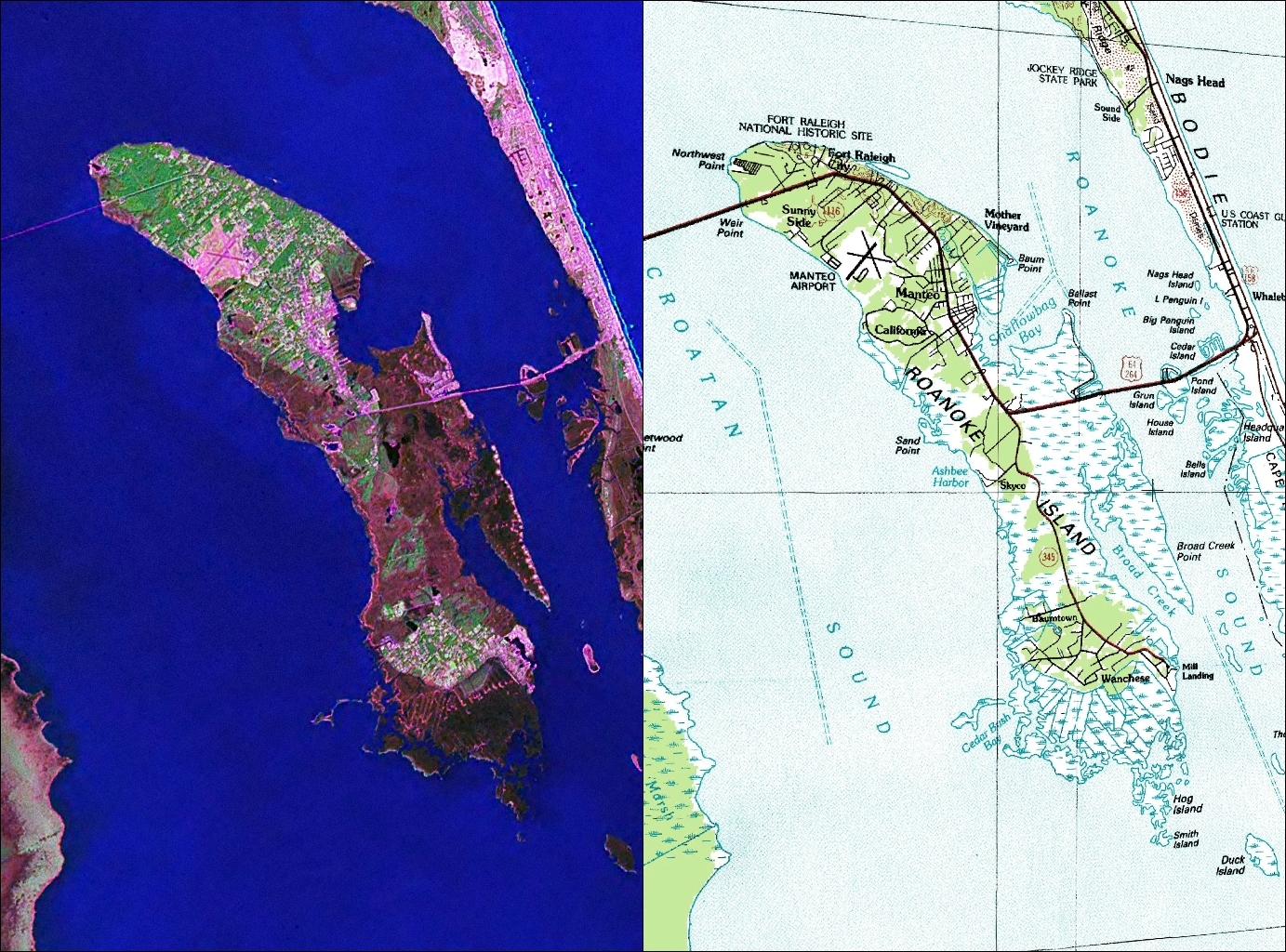

로어노크섬(Roanoke Island)은 미국 노스캐롤라이나주 아우터뱅크스에 있는 데어 군의 섬이다. 16세기에 잉글랜드인이 부근을 탐험했을 당시 이 지역에 살았던 캐롤라이나 알곤킨어를 구사하던 로어노크족의 이름이 채택되었다.